# مانفرد اولبریشت
مانفرد اولبریشت (آلمانی: Manfred Ulbricht؛ زادهٔ ۹ سپتامبر ۱۹۴۷) دوچرخه‌سوار اهل آلمان است. وی در بازی‌های المپیک تابستانی ۱۹۶۸ شرکت کرده است.